# Frances Oldham Kelsey
Frances Kathleen Oldham Kelsey (Cobble Hill, Columbia Británica, Canadá, 24 de julio de 1914-London, Ontario, 7 de agosto de 2015) fue una farmacóloga y doctora en medicina canadiense, conocida por ser la supervisora de la Administración de Medicamentos y Alimentos —Food and Drug Administration (FDA)— que entre los años 1960 y 1961 se negó a autorizar la salida al mercado del fármaco talidomida en los Estados Unidos, porque tenía algunas dudas acerca de su seguridad. Sus temores demostraron estar justificados cuando meses más tarde se comprobó que el medicamento causó graves defectos congénitos en más de 10 000 niños en 46 países.
Como resultado de su bloqueo a la aprobación de la talidomida, el presidente John F. Kennedy le otorgó el President's Award for Distinguished Federal Civilian Service, máximo galardón honorífico concedido por el gobierno estadounidense a un empleado civil. Durante el transcurso de su carrera también participó en la aprobación y aplicación de leyes para reforzar la supervisión y control de la FDA sobre los productos farmacéuticos.

## Biografía

### Nacimiento y educación
Frances nació en Cobble Hill, en la Isla de Vancouver, Columbia Británica, se graduó de la escuela secundaria a los 15 años y posteriormente se matriculó en la Universidad McGill. Allí consiguió el título de Bachelor of Science (1934) y una maestría (1935) en Farmacología. Por insistencia y motivación de su profesor escribió al doctor Geiling, un notable investigador que comenzaba a formar el Departamento de Farmacología de la Universidad de Chicago, solicitando una posición para hacer trabajo de postgrado, este supuso que Frances era hombre y ella aceptó la posición sin aclarar previamente su sexo, comenzando a trabajar en 1936. Durante su segundo año de labores, Geiling fue contratado por la FDA para investigar numerosas muertes inusuales relacionadas con el elíxir sulfanilamida, un medicamento derivado de la sulfonamida. Kelsey le asistió en este proyecto de investigación, que mostró que las 107 muertes fueron causadas por el uso de dietilenglicol como disolvente. Como resultado, al año siguiente, el Congreso de los Estados Unidos aprobó la Ley Federal de Alimentos, Medicamentos y Cosméticos de 1938. Ese mismo año, Kelsey completó con éxito sus estudios y obtuvo un doctorado en Farmacología en la Universidad de Chicago en 1938. Su trabajo para Geiling se relacionó con su interés en los teratógenos —los fármacos que causan malformaciones congénitas—.

### Inicio de su carrera y matrimonio
Al terminar su doctorado, se unió al cuerpo de profesores de la Universidad de Chicago. En 1942, al igual que muchos otros farmacólogos, Kelsey buscaba una cura sintética para la malaria. Como resultado de esos estudios, aprendió que algunos fármacos son capaces de atravesar la barrera placentaria, este hecho sería de gran influencia en sus futuras decisiones. Entre tanto conoció al también miembro de la facultad, el doctor Ellis Fremont Kelsey, con quien se casó en 1943.
Consiguió su doctorado en Medicina de la Universidad de Chicago en 1950, y complementó la enseñanza con el trabajo durante dos años como editora asociada de la revista Journal of the American Medical Association. Dejó Chicago en 1954, cuando decidió tomar el puesto de profesora de Farmacología de la Universidad de Dakota del Sur, y se mudó con su marido y sus dos hijas a Vermillion, Dakota del Sur, donde enseñó hasta 1957.

### Trabajo en la FDA y talidomida
En 1960, fue contratada por la FDA en Washington D. C. En ese momento, «era uno de los siete únicos médicos a tiempo completo y cuatro a tiempo parcial, encargados de la revisión de medicamentos». Una de sus primeras tareas en la FDA fue revisar la solicitud presentada por Richardson Merrell para lanzar al mercado estadounidense la talidomida (bajo el nombre comercial de Kevadon), como tranquilizante y calmante, con la indicación específica de prescribir el medicamento a las mujeres embarazadas en caso de malestares matutinos. A pesar de que había sido aprobado en más de veinte países europeos y africanos, se negó a autorizar el medicamento y exigió más estudios; y pese a la presión del fabricante por obtener la aprobación, insistió en solicitar información adicional para explicar un estudio clínico inglés, aparecido en la sección de cartas a la redacción del British Medical Journal, que documentó un efecto secundario sobre el sistema nervioso.

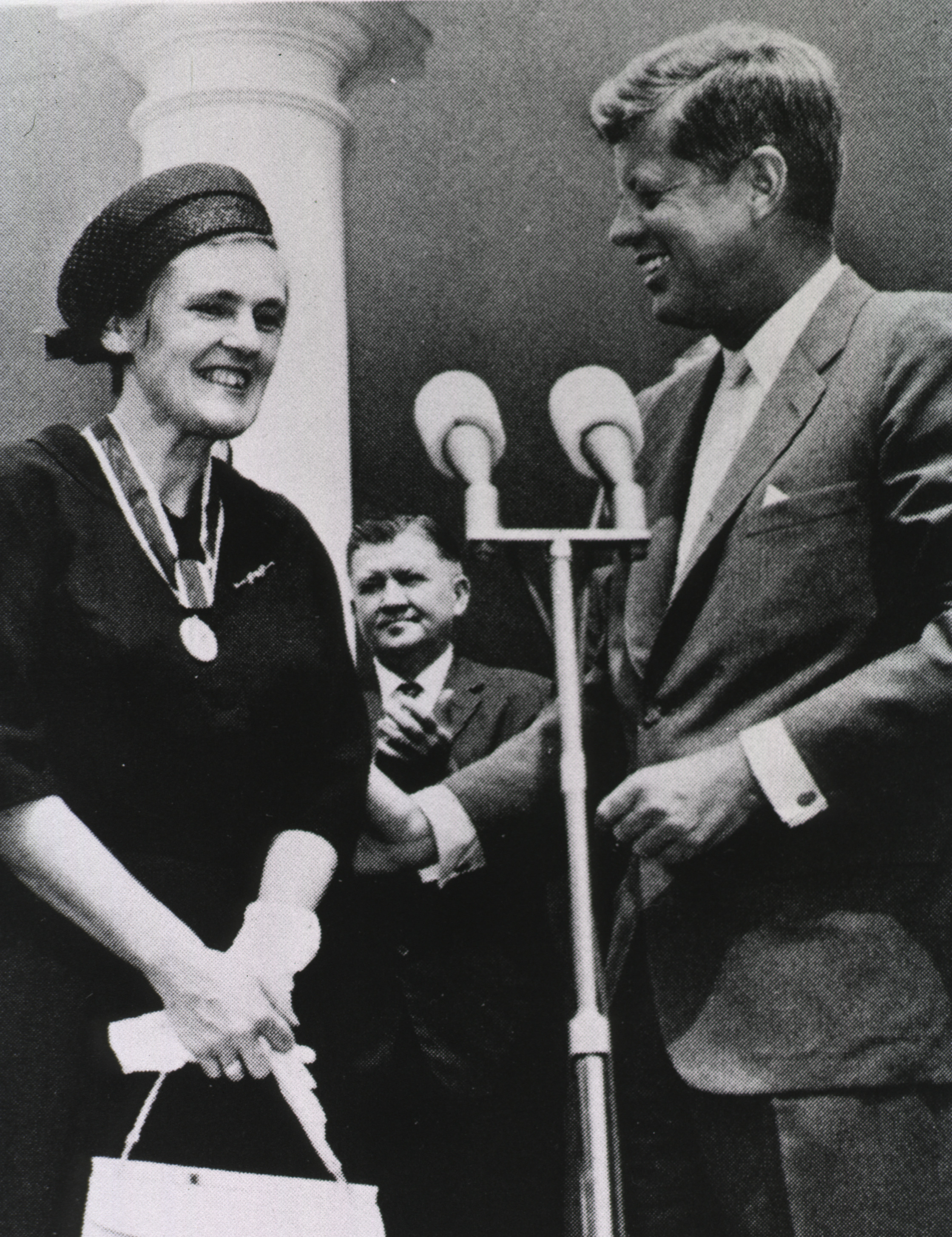
1962: Frances Kathleen Oldham Kelsey recibiendo el President's Award for Distinguished Federal Civilian Service (reconocimiento otorgado por Estados Unidos para civiles que prestan sus servicios al gobierno) del presidente John F. Kennedy.

Su insistencia en que el medicamento debía ser completamente analizado antes de su aprobación resultó dramáticamente justificada, cuando el nacimiento de niños deformes en Europa fue vinculado a la ingestión de talidomida por sus madres durante el embarazo. Los investigadores descubrieron que la talidomida atravesaba la barrera placentaria, causando graves defectos de nacimiento en los bebés, consistentes en ausencia total o parcial de las extremidades: en muchos casos tenían tres dedos en cada mano o pie, como si se tratara de aletas, y estos nacían directamente de los hombros, rodillas o la región inguinal. Meses más tarde se comprobó que hubo más de 10 000 niños afectados en 46 países.
Fue elogiada en la primera página de The Washington Post como una heroína, por evitar una tragedia similar en los Estados Unidos. Morton Mintz, autor del artículo del Washington Post, dijo: «Kelsey [...] impidió el nacimiento de cientos o incluso miles de niños sin brazos ni piernas». La indignación del público se encendió rápidamente y las reformas a la regulación de las pruebas de medicamentos fueron aprobadas por unanimidad en el Congreso unos meses más tarde. Estas reformas demandaron «límites más estrictos para las pruebas y distribución de nuevos medicamentos», para evitar problemas similares. La enmienda reconoció también, por primera vez, que «la eficacia debería ser establecida antes de su comercialización». Se exigió además obtener un consentimiento informado de los pacientes que participaban en pruebas clínicas y que las reacciones adversas se comunicaran a la FDA.
Como resultado de su bloqueo a la aprobación de la talidomida en Estados Unidos, el presidente John F. Kennedy le otorgó en 1962 el reconocimiento President's Award for Distinguished Federal Civilian Service, máximo galardón honorífico concedido por el gobierno estadounidense a un empleado civil, convirtiéndose en la segunda mujer en recibirlo. En la ceremonia de entrega, el presidente manifestó su reconocimiento: «su excepcional juicio en la evaluación de la seguridad de un nuevo fármaco para uso humano ha impedido una gran tragedia de deformidades de nacimiento en los Estados Unidos. A través de su alta capacidad y la firme confianza en su decisión profesional, ha hecho una notable contribución a la protección de la salud del pueblo estadounidense».
Después de recibir el premio continuó su trabajo en la FDA. Desde allí desempeñó un papel clave en la elaboración y aplicación de las enmiendas de 1962. También se convirtió en responsable de dirigir la vigilancia de las pruebas de medicamentos en la FDA. Finalmente se jubiló en 2005, a los noventa años de edad, después de 45 años de servicio.

### Últimos años y muerte

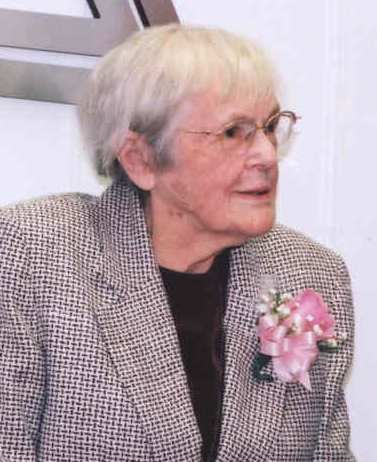
Kelsey en la recepción para conmemorar su ingreso al National Women's Hall of Fame.

En 2005, la FDA honró a Kelsey otorgándole su nombre a uno de sus premios anuales. En el anuncio de los premios, el director del centro, Steven K. Galson, dijo: «Estoy muy contento de haber establecido el Dr. Frances O. Kelsey Drug Safety Excellence Award y reconocer a los primeros receptores por sus destacados logros en este importante aspecto del reglamento de fármacos».
Kelsey se convirtió en centenaria en julio de 2014, y poco después, en el otoño de ese año, se mudó de Washington D. C. para vivir con su hija en London, Ontario. En junio de 2015, cuando se le otorgó la Orden de Canadá, Mercédes Benegbi, líder de la Thalidomide Victims Association de Canadá y víctima de la talidomida, elogió a la doctora Kelsey por demostrar su fuerza y valentía al negarse a ceder a la presión de los funcionarios de las compañías farmacéuticas y afirmó: «Para nosotros, siempre fue nuestra heroína, aunque lo que hizo sucedió en otro país».
Kelsey falleció el 7 de agosto de 2015 en London, Ontario, a la edad de 101 años, menos de 24 horas después de que la teniente gobernadora de Ontario, Elizabeth Dowdeswell, la hubiera visitado para entregarle la insignia de miembro de la Orden de Canadá por su labor para bloquear la talidomida.

## Legado y reconocimientos
- 1962 • President's Award for Distinguished Federal Civilian Service.[12]
- 1963 • Gold Key Award de la Universidad de Chicago, Asociación de Antiguos Alumnos de Medicina y Ciencias Biológicas.[21]
- 1994 • La  Escuela Secundaria Frances Kelsey en Mill Bay, Columbia Británica, fue nombrada en su honor.[22]
- 2000 • Inscrita en el National Women's Hall of Fame.[15]
- 2001 • Nombrada mentor virtual de la Asociación Médica de Estados Unidos.[23]
- 2006 • Reconocimiento como ancestro de la National Research Center for Women & Families.[24]
- 2010 • Receptora del primer Premio Kelsey de la FDA.
- 2012 • Doctor honoris causa en Ciencias por la Vancouver Island University.[25]
- 2015 • Miembro de la Orden de Canadá.[18]

## Lectura complementaria
- EFE (11 de marzo de 2010). «Descubren causa de malformaciones por talidomida». El Universal. Consultado el 3 de abril de 2010.
- «Talidomida». March of dimes. Consultado el 3 de abril de 2010.
- Mintz, Morton (1965) The therapeutic nightmare; a report on the roles of the United States Food and Drug Administration, the American Medical Association, pharmaceutical manufacturers, and others in connection with the irrational and massive use of prescription drugs that may be worthless, injurious, or even lethal. Boston, Houghton Mifflin. LOC HD9666.6 .M55, Dewey 338.4761519. (en inglés) Web de la Biblioteca del Congreso.
- McFadyen, R.E. (1976). Thalidomide in America: A Brush With Tragedy. Clio Medica, 11, (2), 79-93.
- Mulliken, J. (10 de agosto de 1962). A Woman Doctor Who Would Not be Hurried. Life Magazine, 53, 28-9. Call# AP2 .L547
- Perri III, Anthony J; Hsu MD, Sylvia. «A review of thalidomide's history and current dermatological applications». Dermatology Online Journal (en inglés) 9: 5. Consultado el 2 de abril de 2010.
- Seidman, Lisa A.; Warren, Noreen (septiembre de 2002). «Frances Kelsey & Thalidomide in the US: A Case Study Relating to Pharmaceutical Regulations». The American Biology Teacher 64 (7): 495-500. doi:10.1662/0002-7685(2002)064[0495:FKTITU]2.0.CO;2.